# Szpiglasowy Wierch
Szpiglasowy Wierch (słow. Hrubý štít, niem. Gruby, Liptauer Grenzberg, węg. Gruby, Liptói-határhegy) – szczyt o wysokości 2172 m n.p.m. w głównej grani Tatr.

## Nazwa
Nazwa pochodzi od spolszczonego niemieckiego słowa Spiessglas lub Spiessglanz oznaczających antymonit. Rudę tę dawniej wydobywano w kopalni Szpiglas założonej w drugiej połowie XVIII wieku. Pisał o niej Ładowski w 1783 r. Były też Szpiglasowe Perci i od nich pochodzi nazwa Szpiglasowej Przełęczy. Nazwę Szpiglasowy Wierch wprowadził Witold Henryk Paryski w 1951 r. Wcześniej szczyt ten nazywano Hrubym Wierchem, Grubym, Liptowskimi Murami, Miedzianym. Co prawda Maria Steczkowska w 1856 r. podawała nazwę Szpiglas, ale w odniesieniu do Cubryny. Nazwa niemiecka i węgierska są przekładem dawnej nazwy polskiej Liptowskie Mury.

## Topografia
Szpiglasowy Wierch jest zwornikiem dla trzech grani:
- Liptowskie Mury – grań północno-zachodnia od Szpiglasowego Wierchu do Gładkiej Przełęczy,
- Szpiglasowa Grań – grań południowo-wschodnia do Wrót Chałubińskiego,
- boczna, północno-wschodnia grań Szpiglasowego Wierchu ze szczytami Miedziane i Opalony Wierch[3].

Od grani tych Szpiglasowy Wierch oddzielają trzy przełęcze: Wyżnia Liptowska Ławka (ok. 2055 m) w Liptowskich Murach, Wyżnie Szpiglasowe Wrótka (ok. 2135 m) w Szpiglasowej Grani i Szpiglasowa Przełęcz (2110 m) w grani północno-wschodniej. Przez szczyt Szpiglasowego Wierchu oraz grań Liptowskich Murów i Szpiglasową Grań biegnie granica polsko-słowacka.
Szpiglasowy Wierch to szeroki masyw o kilku wierzchołkach. Zwornikiem jest najwyższy. Środkowy wierzchołek, położony w grani głównej kilkanaście metrów na południowy wschód, jest minimalnie niższy i oddzielony od głównego płytkim siodełkiem. Nieco dalej w stronę Wrót Chałubińskiego wznosi się wierzchołek południowy, a na zachód od głównej kulminacji (w stronę Czarnej Ławki) – wierzchołek zachodni. Wierzchołek wschodni jako jedyny nie leży w głównej grani, jest on kulminacją południowo-wschodniej ściany, opadającej do Doliny za Mnichem. Północna ściana Szpiglasowego Wierchu wznosi się nad Doliną Pięciu Stawów Polskich, południowo-zachodnie zbocza szczytu opadają natomiast do Doliny Ciemnosmreczyńskiej (Temnosmrečinská dolina), górnego piętra Doliny Koprowej (Kôprová dolina) po stronie Słowacji.
Północne zbocza masywu Szpiglasowego Wierchu opadają do Wielkiego Stawu Polskiego. Wyróżnia się w nich wielki Czerwony Piarg i Szpiglasowa Kotlinka oddzielona piarżysto-płytowym wałem.

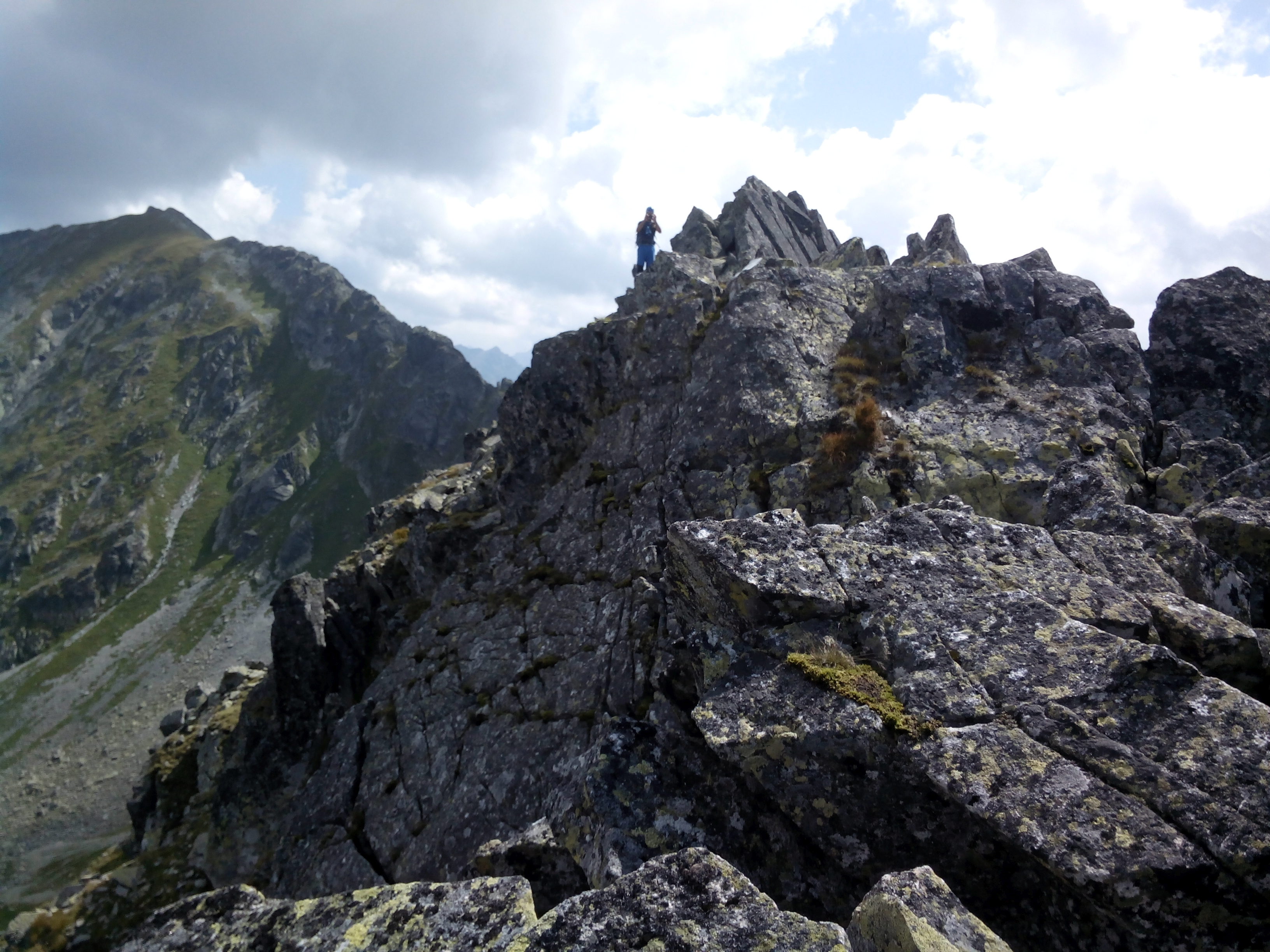
Widok z zachodu
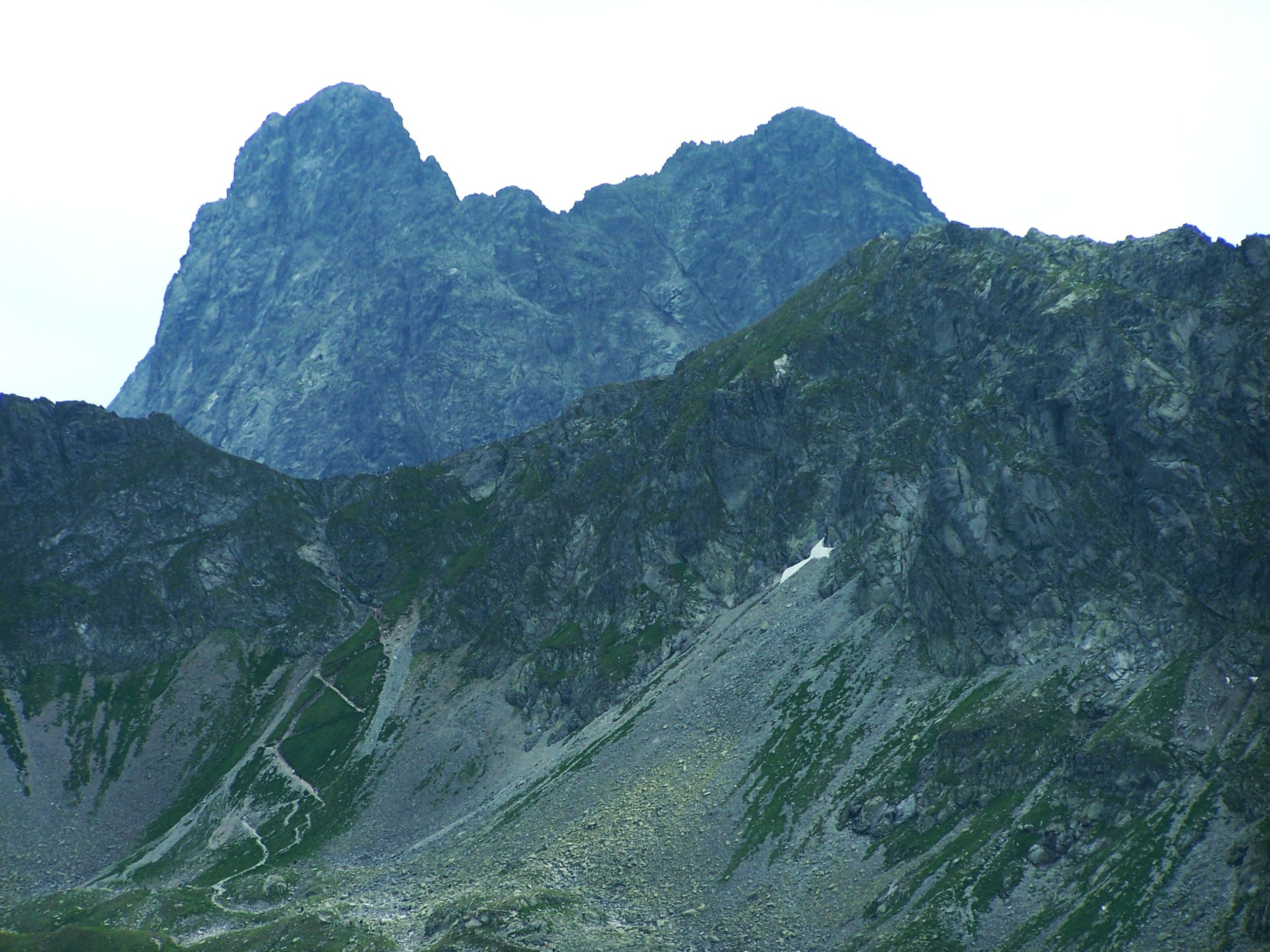
Szpiglasowa Przełęcz i Szpiglasowy Wierch. Ponad nimi Mięguszowiecki Szczyt (z lewej strony) i Cubryna
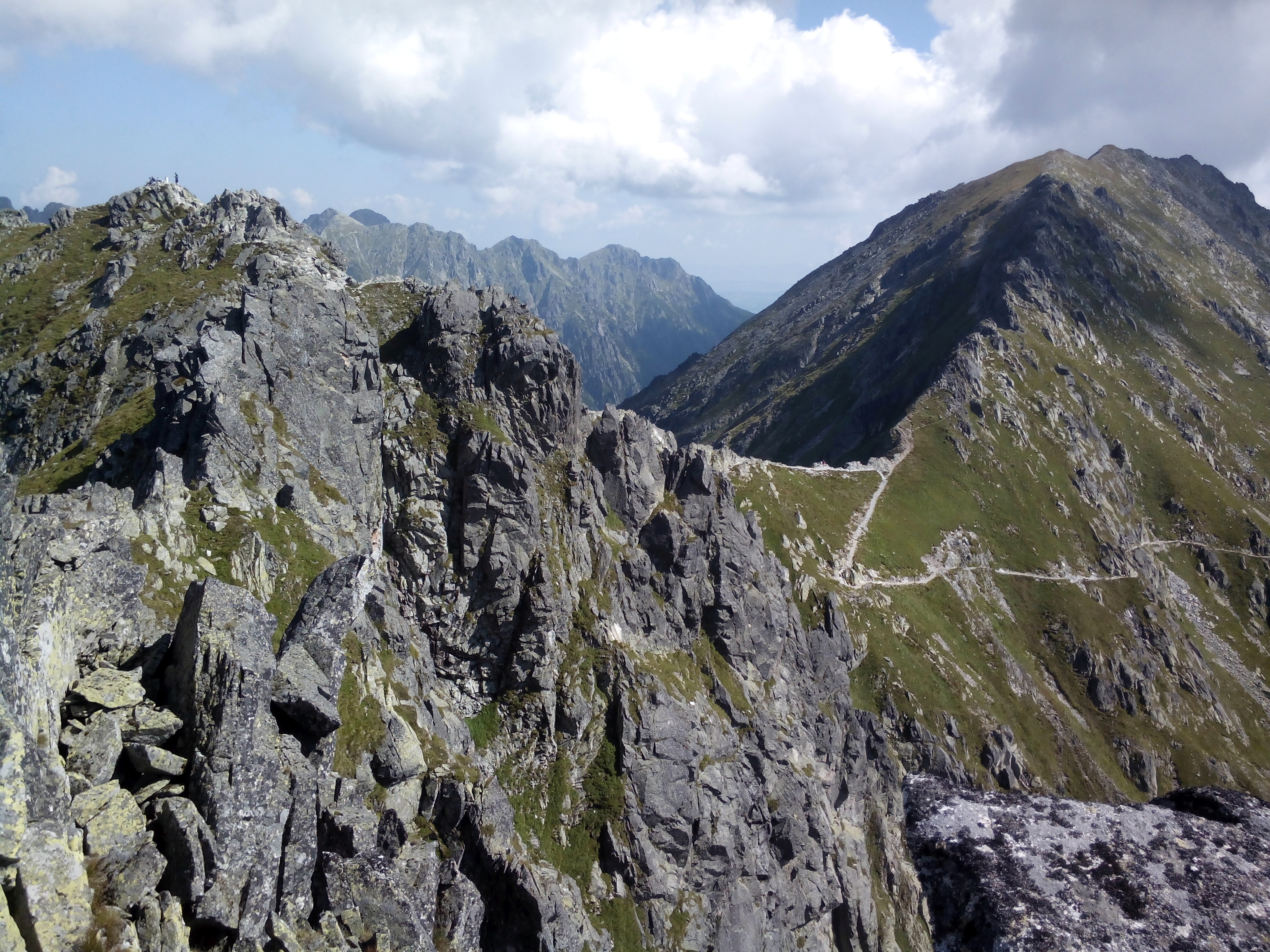
Widok z południowego wschodu
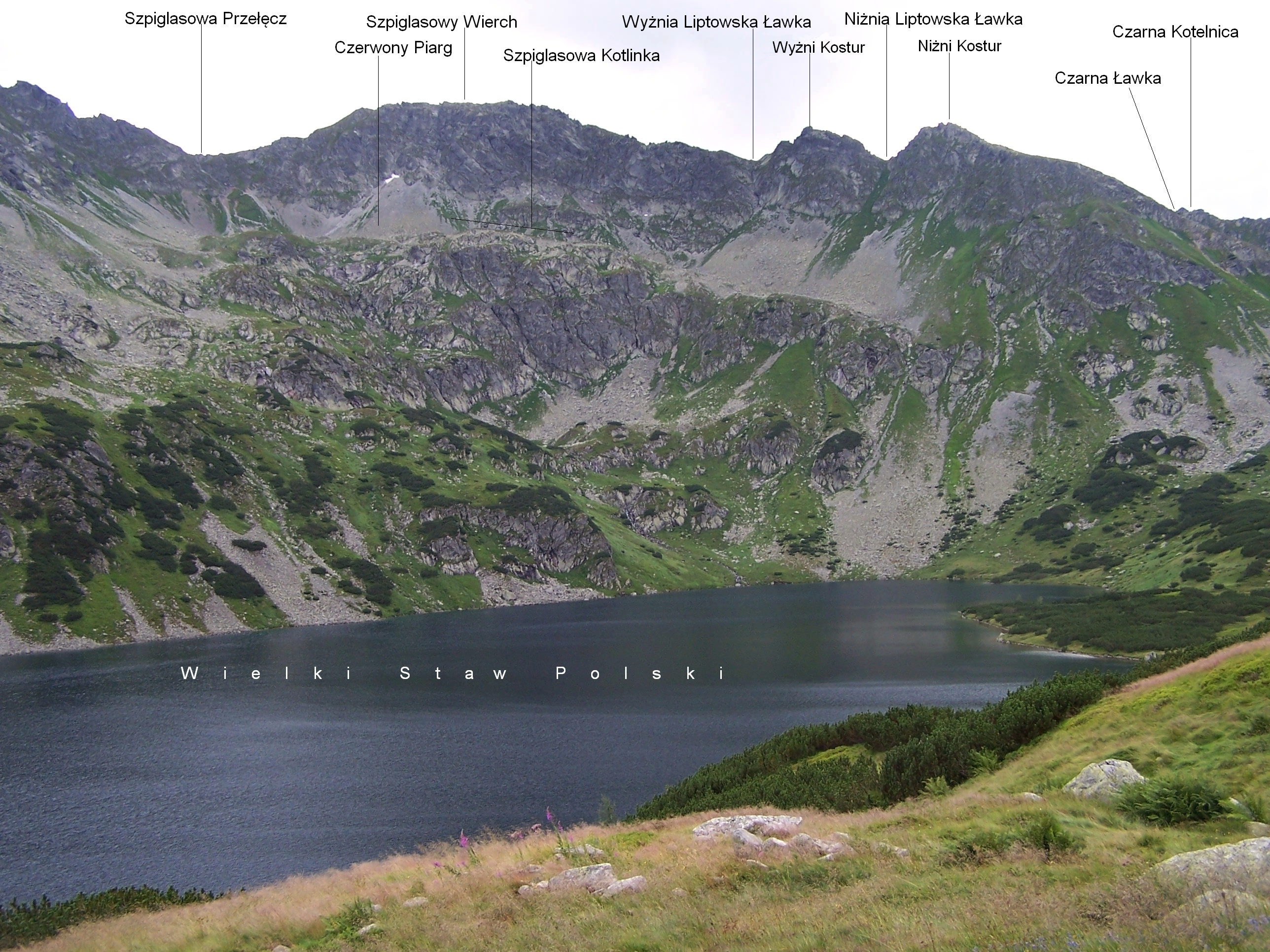
Widok z Doliny Pięciu Stawów Polskich

## Opis szczytu
Szczyt jest dostępny ze Szpiglasowej Przełęczy – łatwo od strony Morskiego Oka („Ceprostradą”), trudniej od strony Doliny Pięciu Stawów Polskich (ubezpieczenia za pomocą łańcuchów).
Drogi prowadzące na szczyt znane były góralom już w XIX wieku. Nie znamy nazwiska pierwszych turystów, którzy byli na wierzchołku. Znany jest opis widoku ze szczytu autorstwa Christiana Genersicha, żyjącego na przełomie XVIII i XIX wieku profesora liceum w Kieżmarku. Odnotowano dopiero wejście Zygmunta Klemensiewicza z 20 sierpnia 1905 r. Pierwsze odnotowane zimowe wejścia na szczyt: Adam Karpiński i Wilhelm Smoluchowski 8 kwietnia 1925 r.

## Szlaki turystyczne
– odnoga żółtego szlaku na Szpiglasową Przełęcz, prowadzącego od strony Morskiego Oka (Ceprostrada) i od strony Doliny Pięciu Stawów Polskich (Szpiglasowe Perci – niewielki fragment ubezpieczony za pomocą łańcuchów).
- Czas przejścia ze Szpiglasowej Przełęczy na szczyt: 15 min.
- Czas przejścia znad Morskiego Oka na przełęcz: 2:15 h, ↓ 1:40 h.
- Czas przejścia z przełęczy do skrzyżowania ze szlakiem niebieskim prowadzącym przez Dolinę Pięciu Stawów Polskich: 1:10 h, ↑ 1:30 h. Stamtąd szlakiem niebieskim 30 min do schroniska PTTK w Dolinie Pięciu Stawów Polskich.